# Ghiacciaio Astapenko
Il ghiacciaio Astapenko è un ghiacciaio lungo circa 18 km situato sulla costa di Oates, nella regione nord-occidentale della Dipendenza di Ross, in Antartide. In particolare, il ghiacciaio, il cui punto più alto si trova a circa 1650 m s.l.m., si trova nella parte settentrionale dei monti Bowers e fluisce in direzione est-nord-est lungo il versante settentrionale e nordorientale del picco Stanwix fino a gettarsi nella baia Ob'.

## Storia
Il ghiacciaio Astapenko è stato mappato dallo United States Geological Survey grazie a fotografie aeree scattate dalla marina militare statunitense tra il 1960 e il 1962 e così battezzato dal Comitato consultivo dei nomi antartici in onore di Pavel D. Astapenko, osservatore sovietico durante l'Anno Geofisico Internazionale e meteorologo alla stazione della base di ricerca americana Little America V nel 1958.